# هام ام رهاین
هام ام رهاین (به آلمانی: Hamm am Rhein) یک شهر در آلمان است که در آلزی-ورمز واقع شده‌است. هام ام رهاین ۲٬۲۳۳ نفر جمعیت دارد.